# Diocesi di Januária
La diocesi di Januária (in latino Dioecesis Ianuariensis) è una sede della Chiesa cattolica in Brasile suffraganea dell'arcidiocesi di Montes Claros. Nel 2023 contava 313.000 battezzati su 349.600 abitanti. La sede è vacante, in attesa che il vescovo eletto Dorival Souza Barreto Júnior ne prenda possesso.

## Territorio
La diocesi comprende 18 comuni nella parte settentrionale dello stato brasiliano di Minas Gerais: Bonito de Minas, Chapada Gaúcha, Cônego Marinho, Icaraí de Minas, Itacarambi, Januária, Juvenília, Manga, Miravânia, Montalvânia, Pedras de Maria da Cruz, Pintópolis, Riachinho, Santa Fé de Minas, São Francisco, São João das Missões, São Romão e Urucuia.
Sede vescovile è la città di Januária, dove si trova la cattedrale di Nostra Signora dei Sette Dolori (Nossa Senhora das Dores).
Il territorio si estende su una superficie di 38.187 km² ed è suddiviso in 22 parrocchie, raggruppate in 4 settori con sede a Januária, Manga, São Francisco e Urucuia.

## Storia
La diocesi è stata eretta il 15 giugno 1957 con la bolla Laeto auspicio di papa Pio XII, ricavandone il territorio dalla diocesi di Montes Claros (oggi arcidiocesi) e dalla prelatura territoriale di Paracatu (oggi diocesi). Originariamente era suffraganea dell'arcidiocesi di Diamantina.
Il 20 gennaio 1964 ha ceduto i comuni di Arinos e Formoso, che fino a marzo 1963 facevano parte del comune di São Romão, alla diocesi di Paracatu.
Il 5 luglio 2000 ha ceduto una porzione del suo territorio a vantaggio dell'erezione della diocesi di Janaúba.
Il 25 aprile 2001 è entrata a far parte della provincia ecclesiastica dell'arcidiocesi di Montes Claros.

## Cronotassi dei vescovi
Si omettono i periodi di sede vacante non superiori ai 2 anni o non storicamente accertati.
- Daniel Tavares Baeta Neves † (16 maggio 1958 - 1º giugno 1962 dimesso[3])
- João Batista Przyklenk, M.S.F. † (1º giugno 1962 - 1º marzo 1976 nominato vicario apostolico della Norvegia settentrionale)
- João Batista Przyklenk, M.S.F. † (18 marzo 1977[4] - 20 luglio 1983 dimesso) (per la seconda volta)
- Anselmo Müller, M.S.F. † (25 aprile 1984 - 12 novembre 2008 ritirato)
- José Moreira da Silva (12 novembre 2008 - 14 dicembre 2022 nominato vescovo di Porto Nacional)
- Geraldo de Souza Rodrigues † (25 ottobre 2023 - 13 aprile 2025 deceduto)
- Dorival Souza Barreto Júnior, dal 18 giugno 2025

## Statistiche
La diocesi nel 2023 su una popolazione di 349.600 persone contava 313.000 battezzati, corrispondenti all'89,5% del totale.
| anno | popolazione | popolazione | popolazione | presbiteri | presbiteri | presbiteri | presbiteri                | diaconi | religiosi | religiosi | parrocchie |
| anno | battezzati  | totale      | %           | numero     | secolari   | regolari   | battezzati per presbitero | diaconi | uomini    | donne     | parrocchie |
| ---- | ----------- | ----------- | ----------- | ---------- | ---------- | ---------- | ------------------------- | ------- | --------- | --------- | ---------- |
| 1966 | 229.511     | 237.511     | 96,6        | 22         | 4          | 18         | 10.432                    |         | 16        | 9         | 11         |
| 1970 | 299.267     | 301.050     | 99,4        | 19         |            | 19         | 15.750                    |         | 19        | 9         | 10         |
| 1976 | 265.067     | 292.919     | 90,5        | 18         |            | 18         | 14.725                    |         | 18        | 8         | 11         |
| 1980 | 303.000     | 335.000     | 90,4        | 18         |            | 18         | 16.833                    |         | 19        | 12        | 11         |
| 1990 | 378.000     | 408.000     | 92,6        | 21         | 3          | 18         | 18.000                    |         | 18        | 12        | 13         |
| 1999 | 446.000     | 471.000     | 94,7        | 25         | 10         | 15         | 17.840                    | 3       | 15        | 22        | 16         |
| 2000 | 240.000     | 289.610     | 82,9        | 15         | 3          | 12         | 16.000                    | 2       | 28        | 22        | 9          |
| 2001 | 213.000     | 256.500     | 83,0        | 17         | 4          | 13         | 12.529                    | 3       | 24        | 19        | 12         |
| 2002 | 241.500     | 256.500     | 94,2        | 16         | 4          | 12         | 15.093                    | 2       | 12        | 21        | 12         |
| 2003 | 260.000     | 287.150     | 90,5        | 16         | 6          | 10         | 16.250                    | 2       | 10        | 23        | 12         |
| 2004 | 260.000     | 287.150     | 90,5        | 19         | 7          | 12         | 13.684                    | 2       | 21        | 27        | 14         |
| 2006 | 266.000     | 294.000     | 90,5        | 19         | 8          | 11         | 14.000                    | 2       | 15        | 24        | 17         |
| 2013 | 290.000     | 324.000     | 89,5        | 23         | 14         | 9          | 12.608                    | 2       | 9         | 16        | 16         |
| 2016 | 297.000     | 331.000     | 89,7        | 31         | 22         | 9          | 9.580                     | 4       | 9         | 8         | 21         |
| 2019 | 304.300     | 339.600     | 89,6        | 38         | 30         | 8          | 8.007                     | 5       | 8         | 6         | 22         |
| 2021 | 308.450     | 344.675     | 89,5        | 39         | 31         | 8          | 7.908                     | 5       | 8         | 6         | 22         |
| 2023 | 313.000     | 349.600     | 89,5        | 40         | 32         | 8          | 7.825                     | 5       | 8         | 6         | 22         |